# Carl Wilhelm Scheele
Carl Wilhelm Scheele (født 9. december 1742 i Stralsund, død 21. maj 1786 i Köping) var en svensk kemiker.

## Liv og gerning
Han kom, efter at have været tre år i privatskole og derefter på gymnasium i Stralsund, allerede i 1757 i lære hos apoteker Bauch i Göteborg. Allerede fra barnealderen havde han stærk forkærlighed for selvstændigt arbejde og tænkning, og da han på apoteket havde lejlighed til at sysle med en ikke ringe mængde kemikalier, studerede han disses forhold i sin fritid med en sådan ihærdighed og forståelse, at han til næsten ethvert af disse stoffer har knyttet en for videnskaben ny iagttagelse eller opdagelse. Sine kundskaber erhvervede han sig ved eget studium og væsentligst ved egne forsøg. Da apoteket i Göteborg i 1765 blev solgt, flyttede han til Malmø til apotekeren Kjällström og opholdt sig her i 3 år, ivrigt sysselsat med fortsættelsen af sine undersøgelser.
Scheele samlede sig efterhånden et sådant fond af erfaringer, at han i kendskab til stoffernes kemiske forhold på mange områder var langt forud for samtidens kemikere. I 1768 tog han plads på apoteket Korpen i Stockholm, og uagtet hans virksomhed her ikke faldt i laboratoriet, men i recepturen, fik han dog lejlighed til at gøre mange opdagelser vedrørende luftarternes kemi, og ganske særlig den vigtige iagttagelse, at de forskellige dele af solspekteret reducerer klorsølv med forskellig styrke.
Endnu havde han ikke offentliggjort nogen af sine Iagttagelser; hans navn nævnes første gang på tryk i en afhandling af hans ven og samtidige A.J. Retzius om vinstenssyren i det Svenske Videnskabs Akademis Handlinger 1770, hvor der berettes om hans opdagelse og fremstilling af vinsyren. De to første afhandlinger, som han selv søgte optagne i det nævnte akademis handlinger, blev ikke trykte her, men i 1771 optoges hans undersøgelser over flusspat og dens syre. Fra 1770 blev Scheele laborant på apotekeren Lokk’s laboratorium i Uppsala, og han kom i disse år i nærmere berøring med den bekendte svenske kemiker Torben Bergman, efter hvis opfordring Scheele foretog sine berømte undersøgelser over brunsten, ved hvilke han opdagede 4 ny grundstoffer: klor, ilt, mangan og barium.
I Uppsala havde Scheele god tid til selvstændige undersøgelser; han afsluttede her sit store arbejde over ild og luft. Det fortjener at anføres, at Scheele havde opdaget ilten før Priestley, idet det er godtgjort, at han i 1773 havde fremstillet dette stof ved glødning af sølvkarbonat, kvægsølvilte, kalisalpeter og andre. Scheeles Arbejder over mangan, klor, arsen og barium blev påbegyndte og afsluttede i Uppsala.
Den 4. februar 1775 blev Scheele medlem af Kungliga Vetenskapsakademien, og samme år blev han provisor på apoteket i Köping. Året efter overtog han dette apotek og forblev her under stadigt videnskabeligt arbejde til sin død. Fra sit 14. år havde Scheele egentlig tilbragt sit liv i laboratoriet og arbejdet med de mangfoldigste stoffer. Det lader sig med sandhed sige, at ingen kemiker før hans tid og ej heller nogen af hans samtidige kan sammenlignes med ham i henseende til mængden af store og vigtige iagttagelser og opdagelser. Han var til sin død en ivrig tilhænger af Flogistonteorien.

## Personlighed
Som menneske var Scheele, efter hvad der foreligger om hans færd, en fordringsfri og ædel personlighed.

## Forskningsresultater
Hvad de af Scheele gjorte opdagelser angår, da skal her anføres følgende: Scheele var den første, der viste, at de mange sure plantesafter og de salte, der fås fra planteriget, indeholder et betydeligt antal indbyrdes ganske forskellige syrer; han isolerede disse og undersøgte deres egenskaber, således opdagede eller undersøgte han vinsyre, oxalsyre, æblesyre, citronsyre, gallussyre; han kunne endog adskille disse syrer, når de forekom sammen. Også de i den dyriske organisme forekommende syrer var genstand for hans studium: han opdagede urinsyre og mælkesyre. Den kendte metode til fremstilling af organiske syrer ved dannelse af deres kalksalte og sønderdeling af disse med saltsyre eller svovlsyre skyldes ham.
Scheele var den første, der fremstillede glycerin og viste, at det var en bestanddel af fedtstofferne, af hvilke han frigjorde det ved sønderdeling med blyilte.
Også læren om de uorganiske syrer skylder Scheele mange iagttagelser: han opdagede molybdæn og wolframsyre, isolerede arseniksyre og viste, at den kunne fremstilles af arsenik ved indvirkning af kongevand. Af største betydning for den uorganiske kemi var Scheeles ovenfor nævnte arbejde over brunsten og de stoffer, som han derved opdagede, samt hans undersøgelser over flusspat. Ved sin undersøgelse over det farvende princip i berlinerblåt lykkedes det ham ved destillation af denne forbindelse med svovlsyre at isolere blåsyren.
Scheeles arbejde "Chemische Abhandlung über Luft und Feuer" indeholder mange ny opdagelser, blandt andet viste han deri, at den atmosfæriske luft indeholder to forskellige bestanddele, af hvilke den ene nærer forbrænding og åndedræt, den anden derimod ikke; ligeledes viste han, at metallerne ved deres forkalkning optager "ildluft" og atter afgiver den ved reduktion.

## Forfatterskab
Scheele offentliggjorde sine fleste arbejder i Stockholm-akademiets skrifter 1770—86; også Crell’s Annaler indeholder flere af hans afhandlinger. "Chemische Abhandung über Luft und Feuer" udkom selvstændig 1777.
En fuldstændig samling af hans arbejder udkom i Leipzig 1788 under titlen: "Opuscula chemica et physica", en anden samling 1792 i Berlin som "Scheeles sämmtliche physische und chemische Werke" ved Hermbstädt.
Scheeles efterladte breve og optegnelser blev udgivne i 1892 ved Adolf Erik Nordenskiöld.

## Hædersbevisninger
I 1892 afsløredes hans statue (af John Börjeson) i Stockholm og i 1912 en (af Carl Milles) i Köping.